# Panagiotis Bitados
Panagiotis Bitados (griechisch Παναγιώτης Μπιτάδος; * 2. Oktober 2003) ist ein griechischer Triathlet und Sieger der Ironman 70.3 European Championships (2024).

## Werdegang
Panagiotis Bitados gewann im Oktober 2022 in Österreich die Challenge Walchsee-Kaiserwinkl.

### ITU Vizeweltmeister U23 Triathlon 2022
Im November wurde er in Abu Dhabi Vizeweltmeister U23 im Triathlon auf der olympischen Distanz.

### Sieger der Ironman 70.3 European Championships 2024
Im August 2024 gewann Panagiotis Bitados in Estland auf der Mitteldistanz die Ironman 70.3 European Championships (1,9 km Schwimmen, 90 km Radfahren und 21,1 km Laufen).
Im Februar 2025 wurde er griechischer Meister Cross-Triathlon und im Mai 2025 konnte der 21-Jährige mit dem Ironman 70.3 Venice-Jesolo das dritte Ironman-70.3-Rennen für sich entscheiden.

## Sportliche Erfolge
| Datum/Jahr    | Rang | Wettbewerb                           | Austragungsort       | Zeit     | Bemerkung                                       |
| ------------- | ---- | ------------------------------------ | -------------------- | -------- | ----------------------------------------------- |
| 22. März 2025 | 1    | ATU Africa Triathlon Cup             | Swakopmund           | 00:55:30 |                                                 |
| 8. März 2025  | 1    | ATU Africa Triathlon Cup             | Troutbeck Inn Resort | 00:58:50 |                                                 |
| 17. Okt. 2024 | 2    | ITU Triathlon World Championship U23 | Torremolinos         | 01:45:46 | Vizeweltmeister U23 auf der olympischen Distanz |

| Datum/Jahr    | Rang | Wettbewerb                     | Austragungsort  | Zeit     | Bemerkung                                            |
| ------------- | ---- | ------------------------------ | --------------- | -------- | ---------------------------------------------------- |
| 14. Juni 2025 | 9    | T100 Vancouver                 | Vancouver       | 03:20:06 | [ 1 ]                                                |
| 4. Mai 2025   | 1    | Ironman 70.3 Venice-Jesolo     | Venedig         | 03:31:01 | Halbmarathon in 1:07:59 Stunden                      |
| 25. Aug. 2024 | 1    | Ironman 70.3 Tallinn           | Tallinn         |          | Sieger der Ironman 70.3 European Championships       |
| 19. Juli 2024 | 1    | Trumer Triathlon               | Obertrum am See |          | Sieger auf der Mitteldistanz                         |
| 23. Juni 2024 | 1    | Challenge Walchsee-Kaiserwinkl | Walchsee        | 03:41:42 | 1,9 km Schwimmen, 90 km Radfahren und 21,1 km Laufen |
| 22. Okt. 2022 | 1    | Ironman 70.3 Vouliagmeni       | Vouliagmeni     |          |                                                      |
| 26. Juni 2022 | 3    | Challenge Walchsee-Kaiserwinkl | Walchsee        |          |                                                      |

| Datum/Jahr   | Rang | Wettbewerb                        | Austragungsort | Zeit     | Bemerkung |
| ------------ | ---- | --------------------------------- | -------------- | -------- | --------- |
| 2. Feb. 2025 | 1    | Greek Cross Country Championships | Trikala        | 00:30:06 | 9,85 km   |

(DNF – Did Not Finish)